# Wspólnota administracyjna Bonndorf im Schwarzwald
Wspólnota administracyjna Bonndorf im Schwarzwald – wspólnota administracyjna (niem. Vereinbarte Verwaltungsgemeinschaft) w Niemczech, w kraju związkowym Badenia-Wirtembergia, w rejencji Fryburg, w regionie Hochrhein-Bodensee, w powiecie Waldshut. Siedziba wspólnoty znajduje się w mieście Bonndorf im Schwarzwald, przewodniczącym jej jest Michael Scharf.
Wspólnota administracyjna zrzesza jedno miasto i jedną gminę:
- Bonndorf im Schwarzwald, miasto, 6848 mieszkańców, 76,03 km²
- Wutach, 1218 mieszkańców, 30,48 km²